# Glomerul
Glomerul je klupko kapilara u nefronu. Početni je dio nefrona, osnovne anatomske i funkcionalne jedinice u bubregu. Nalazi se u udubljenom dijelu početnog dijela bubrežnih kanalića. Dovodna (aferentna, ogranak bubrežne arterije) arteriola ulazi u glomerul. U njemu se pročišćava krvna plazma i stvara se primarna mokraća (glomerularni filtrat). Iz ovog klupka kapilara izlazi odvodna (eferentna) arteriola. Bowmanova čahura skupa s glomerulom tvori Malpighijevo tjelešce. Tih tjelešaca u svakom bubregu je od 1 do 2 milijuna. Ovdje se sprovodi selektivna filtracija. Prolazeći kroz glomerul pročišćava se krvna plazma i odatle otječe u silazni krak nefrona. Krvne stanice i velike molekule bjelančevina iz krvne plazme ne filtriraju se ovdje.